# Кемал Маловчић
Кемал Маловчић (Окреч код Санског Моста, 6. мај 1946) је југословенски и босанскохерцеговачки певач, текстописац и композитор народне музике. Каријеру је започео још у младости и јако брзо стекао популарност слушалаца.
Кемал је члан чувене петорке Јужног ветра заједно са Драганом Мирковић, Милетом Китићем, Синаном Сакићем и Шемсом Суљаковић.

## Приватни живот
Маловчић је ожењен Фадилом (девојачко презиме Ћоралић), има три сина Џанана, Кенана и Адина и ћерку Едиту. Тренутно живи у Бечу, у Аустрији.

## Дискографија
- Невернице моја / Сана (1970)
- Скитница (1971)
- Од кад сазнах да ме вара (1971)
- Тражим праву љубав (1972)
- Једна ноћ неверства (1973)
- Ти не плачи стара мајко (1974)
- Несмем да те волим (1974)
- Што нам свадбу одгоди / Ајка Бањалучанка (1975)
- Кунем тебе и твоје венчање / Сине, сине (1976)
- Пито сам је бил се удала / Сад код мене туга срцем влада (1977)
- Сенада, Сенада (1977)
- Чувај драга нашу ћерку / Иди друже своме родном крају (1978)
- У тренутку правом судбина те посла / Стигло писмо од рођеног брата (1979)
- Хиљаду пољубаца шаљем ти драга / Чобанице, љепотице (1980)
- Лијеп је живот ко зна да га живи / Још на клупи стоје срца (1981)
- Где си сада, лептирице моја (1982)
- До виђења, ја немам стрпљења (1983)
- Шкорпион сам ја (1984)
- Окреће се коло среће (1985; у продукцији „Јужни ветар“)
- Ко губи (1986; у продукцији „Јужни ветар“)
- Ожени ме бабо мој (1987; у продукцији „Јужни ветар“)
- Заједно у живот нови (1988; у продукцији „Јужни ветар“)
- Просјак љубави (1989; у продукцији „Јужни ветар“)
- Цару иде царево (1990; у продукцији „Јужни ветар“)
- Ти си мој 13. број (1991; у продукцији „Јужни ветар“)
- Бујрум (1993)
- Нека паша, нека ага (1994)
- Трн у оку (1995)
- Нека пјесма крене (1997)
- Ех да сам да сам да сам (1997)
- Коло среће се окреће (1999)
- Рањено је срце моје (2001)
- Цар љубави (2002)
- Тек тек (2004)
- Сретан пут (2006)
- Сиктер (2007)
- Деверам (2009)
- Даме имају предност (2011)
- Краљ пјесме (2016; у „Сезам продукцији“)

## Фестивали
- 1980. Илиџа — Хиљаду пољубаца шаљем ти драга
- 2008. Илиџа — Хиљаду пољубаца шаљем ти драга (Вече легенди фестивала)
- 2009. Бихаћ — Наопако све
- 2016. Бихаћ — Краљ пјесме
- 2016. Бихаћ — Растанак је лакши кад свједока нема